# Luzula gayana
Luzula gayana là một loài thực vật có hoa trong họ Juncaceae. Loài này được Font Quer & Rothm. mô tả khoa học đầu tiên năm 1936.